# Neachrostia inconstans
Neachrostia inconstans là một loài bướm đêm trong họ Noctuidae.